# Stictolecanium entrerriantum
Stictolecanium entrerriantum (лат.) — вид полужесткокрылых насекомых-кокцид рода Stictolecanium из семейства ложнощитовки (Coccidae).

## Распространение
Южная Америка: Аргентина (Entre Rios, Santiago del Estero).

## Описание
Питаются соками таких растений, как Apocynaceae: Aspidosperma quebracho-blanco; Smilacaceae: Smilax.
Вид был впервые описан в 1999 году аргентинским энтомологом М. Гранара де Виллинком (Granara de Willink, M. C.) и назван по имени места обнаружения (Entre Ríos).
Таксон Stictolecanium entrerriantum включён в состав рода Stictolecanium Cockerell, 1902 (триба Saisstiini) вместе с видом Stictolecanium ornatum (Hempel, 1900).